# Barrage de Sarımsaklı
Le barrage de Sarımsaklı est un barrage de Turquie.

## Sources
- (en) www.dsi.gov.tr/tricold/sarimsak.htm Site de l'agence gouvernementale turque des travaux hydrauliques